# Аналіз завдань
У межах психометрії ана́ліз завда́нь (англ. item analysis) стосується статистичних методів, які використовують для відбору тестових завдань для включення до психологічного тесту. Це поняття веде свій початок щонайменше з Guilford, (1936). Процес аналізу завдань варіюється залежно від психометричної моделі. Наприклад, класична теорія тестування та модель Раша вимагають різних процедур. Проте в усіх випадках метою аналізу завдань є створення відносно короткого списку завдань (тобто питань для включення до інтерв'ю чи анкети), що становлять чистий, але всебічний тест одного чи кількох психологічних конструктів.
Для виконання аналізу великий банк завдань-кандидатів, що всі демонструють певний ступінь очевидної валідності, пропонують великій вибірці учасників, які є репрезентативними для цільової сукупності. В ідеалі, завдань-кандидатів повинно бути принаймні вдесятеро більше за бажану остаточну довжину тесту, і в декілька разів більше учасників у вибірці, ніж завдань у банку. Дослідники застосовують різноманітні статистичні процедури до відповідей, щоб вилучити незадовільні завдання. Наприклад, за класичною теорією тестування дослідник вилучить завдання, якщо відповіді:
- Мають малу варіативність у межах вибірки
- Мають сильну кореляцію з одним або кількома іншими завданнями
- Слабко корелюють із загальною кількістю решти завдань, що відображається у збільшенні альфи Кронбаха, якщо завдання вилучено з тесту

У практичній розробці тестів аналіз завдань є ітеративним процесом і не може бути повністю автоматизованим. Для визначення того, чи є набір завдань, що формується, задовільним тестом цільового конструкту, потрібне судження психометра.[джерело?] Три наведені критерії не завжди узгоджуються між собою, тому для ухвалення рішення про включення чи виключення завдання потрібно знаходити баланс між ними.